# Urso da Cocaína (urso)
O Urso da Cocaína, também conhecido como Pablo Eskobear (às vezes escrito como Escobear), foi um urso negro americano de 79 quilos que sofreu uma overdose fatal após consumir uma grande quantidade de cocaína em 1985. A cocaína havia sido jogada de um avião por traficantes no deserto do Tennessee, Estados Unidos. O urso foi encontrado morto no norte da Geórgia e foi então empalhado e exposto em um shopping no estado de Kentucky. Sua história inspirou a comédia de terror Urso do Pó Branco.

## História
No dia 11 de setembro de 1985, um ex-policial do departamento de narcóticos de Lexington, Kentucky Andrew C. Thornton II, traficava cocaína da Colômbia para os Estados Unidos. Após despejar um carregamento em Blairsville, Geórgia, Thornton e um cúmplice partiram em um avião bimotor de piloto-automático Cessna 404 Titan. No caminho, a dupla descarregou 40 recipientes plásticos de cocaína sobre o deserto de Knoxville, Tennessee, abandonando o avião em pleno ar logo depois. Thornton morreu instantaneamente ao atingir o solo após uma falha em seu paraquedas o impossibilitou de abri-lo. De acordo com o FBI, Thornton e seu companheiro se livraram da carga pois o peso da mesma e dos dois passageiros sobrecarregou o avião.
Em 23 de dezembro, a Agência de Investigações da Georgia relatou ter encontrado o corpo de um urso-negro que havia consumido grande parte da cocaína que os traficantes haviam jogado do avião. Os recipientes descartados continham cerca de 34 quilos de cocaína, avaliados em US$ 2 milhões (US$ 5,56 milhões ajustados pela inflação). Quando as autoridades governamentais chegaram no local, todos os recipientes haviam sido abertos, com seu conteúdo espalhado. O Dr. Kenneth Alonso, médico legista chefe do Laboratório Criminal do Estado da Geórgia, afirmou que o estômago do urso estava "literalmente lotado de cocaína", embora estimasse que o urso havia absorvido apenas 3 a 4 gramas em sua corrente sanguínea na hora de sua morte.
Não querendo desperdiçar o corpo do urso, Dr. Alonso arranjou para que ele fosse empalhado e o doado para a Chattahoochee River National Recreation Area. Porém, o urso desapareceu por certo tempo até ser encontrado novamente em uma casa de penhores. Eventualmente, ele foi parar no "Kentucky for Kentucky Fun Mall" em Lexington, Kentucky, onde permanece até hoje. Relatos indicam que o urso pertenceu ao músico country Waylon Jennings por um determinado período de tempo, tendo sido mantido em sua casa em Las Vegas, porém isso não foi confirmado.

## Adaptação para o cinema
No dia 9 de março de 2021, a Universal Pictures anunciou a produção de um filme baseado na história do urso. O filme "O Urso do Pó Branco" foi dirigido por Elizabeth Banks e estreou dia 24 de fevereiro de 2023.